# Ivan Pinto
Ivan Alexandre Nuno Lopes Pinto, (Lisboa, 21 de Agosto de 1987) é um futebolista santomense, que joga actualmente no Almada Atlético Clube.